# Pachira aquatica
Espèce
Classification phylogénétique
Pachira aquatica est une espèce de plantes à fleurs de la famille des Malvaceae. C'est un arbre tropical des régions humides connu sous les noms vernaculaires de Marce, châtaignier de la Guyane, noisetier de la Guyane, noix de Malabar, cacaoyer-rivière, arbre à monnaie et pachirier aquatique. Il est originaire d'Amérique centrale et d'Amérique du Sud, où il se développe dans les marais.
Le nom Pachira proviendrait du créole guyanais pakira désignant le pécari, car cet animal mange ses fruits.

## Description

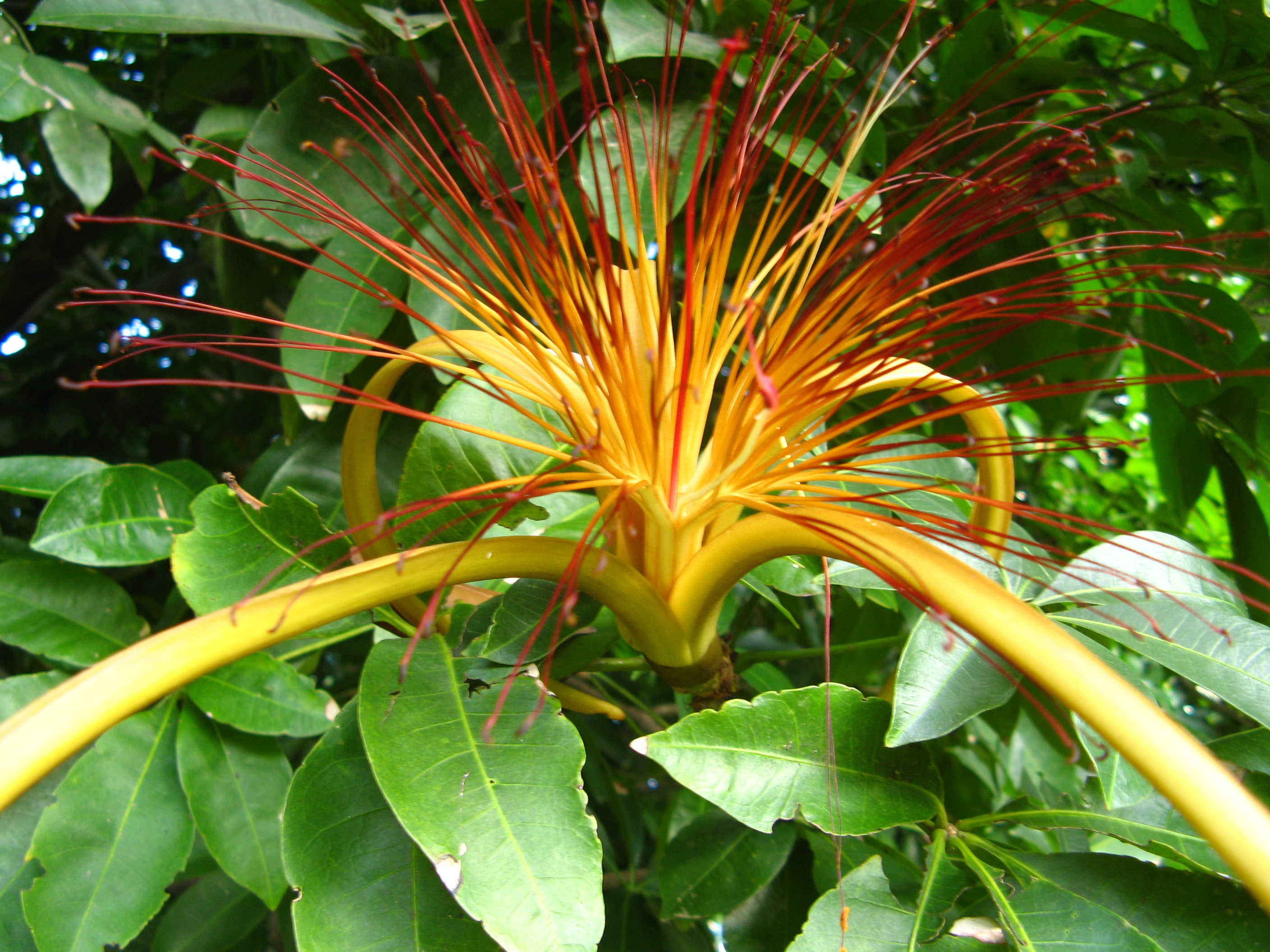
Fleur.

Le Pachira est un arbre à caudex pouvant atteindre 18 mètres de haut dans la nature.
Son écorce lisse est de couleur verte. L´espèce appartient à la famille des Malvaceae ou des Bombacaceae, comme les baobabs et les chorisias. Son tronc a tendance, même si c'est moins prononcé que pour les autres espèces, à prendre la forme d'une bouteille. À l'inverse, il ne passe pas par une période de repos en perdant ses feuilles.
Il possède des feuilles palmées, vertes et brillantes de 30 cm de diamètre présentant 5 à 9 folioles obovées-elliptiques.
Ses fleurs voyantes et parfumées, apparaissant de décembre à mars, mesurent environ 20 cm de diamètre. Elles possèdent des pétales longs et lancéolés, et s'ouvrent comme une peau de banane pour révéler des étamines d'un orange tirant sur le jaune ou blanches à extrémité rouge, divergentes, de 7 à 10 cm de long, et disposés comme une chevelure.
Le fruit oblong, en forme de cabosse de cacaoyer, de 30 cm de long sur 13 cm de diamètre, charnu et vert devenant ligneux et brun, déhiscent à 5 valves, à graines arrondies de 1,3 cm de diamètre, comestibles, apparaît de février à juin.

## Culture

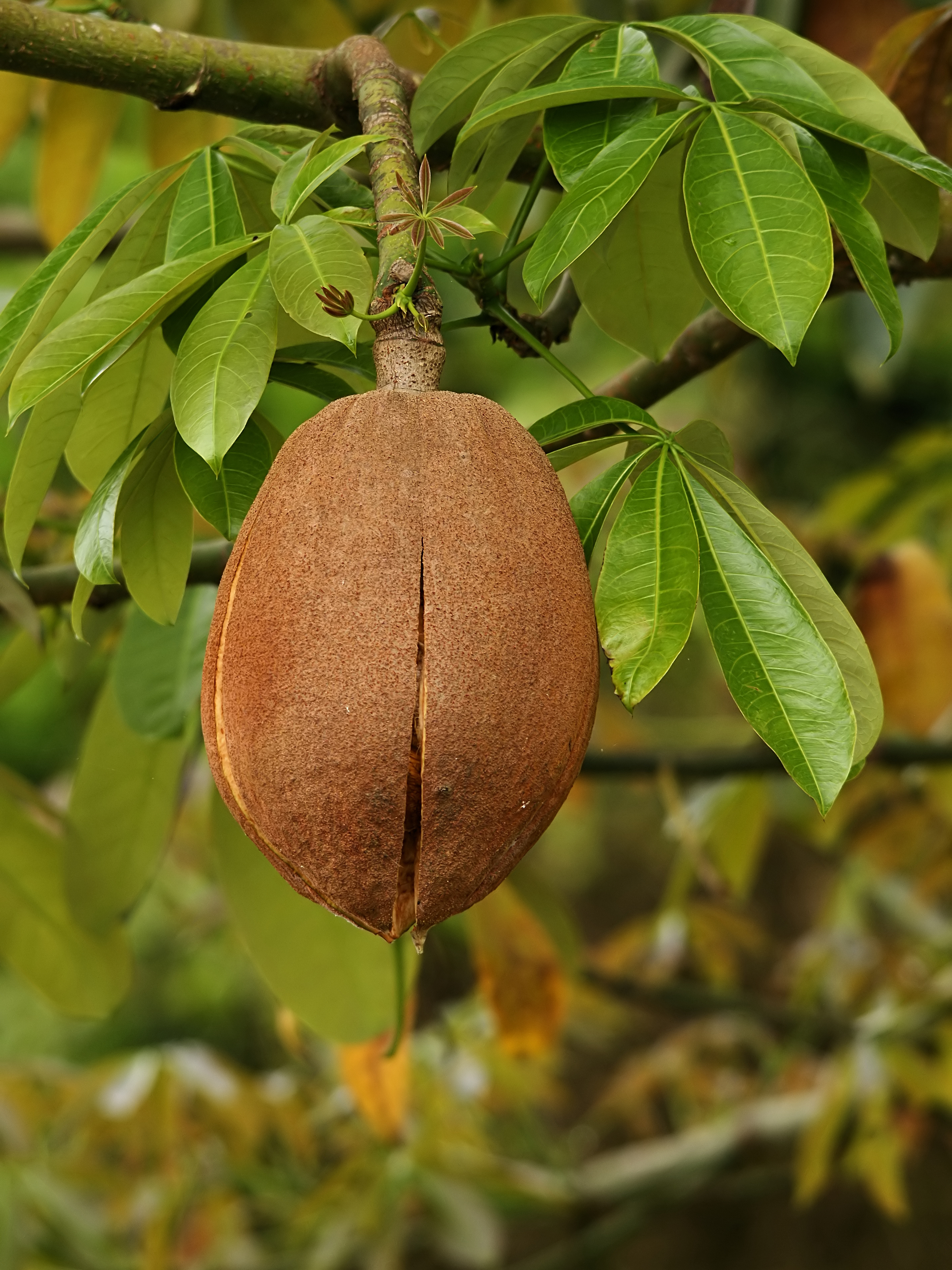
Fruit.

Extrêmement tolérante quant à ses conditions de culture, cette plante d'intérieur apprécie un arrosage modéré et une exposition lumineuse sans être en plein soleil mais elle supporte les excès d'arrosage aussi bien que les périodes de sécheresse. Elle peut supporter des températures allant jusqu'à 5 °C sans perdre ses feuilles, même s'il est plutôt recommandé de ne pas descendre sous les 12 °C comme pour un arbre d'orangerie, la température idéale de culture étant d'environ 20 °C toute l'année avec un fort taux d'humidité. En cas de faibles gelées occasionnelles, il perd ses feuilles qui réapparaissent alors au printemps suivant. Enfin, le Pachira se taille très bien.
Les feuilles peuvent jaunir et tomber quand les jours raccourcissent en automne mais cela n'est pas un signe de maladie et la plante redémarrera sans problème au printemps suivant.
Il existe des cultivars à feuilles panachées.
Il se reproduit bien par bouture (même à partir d'une simple feuille) ou semis qui sont plus résistants que les sujets issus de la culture industrielle.
L'arbre est mature à l'âge de 4 à 5 ans ou il produit ses premiers fruits au printemps et à l'automne.

## Utilisation

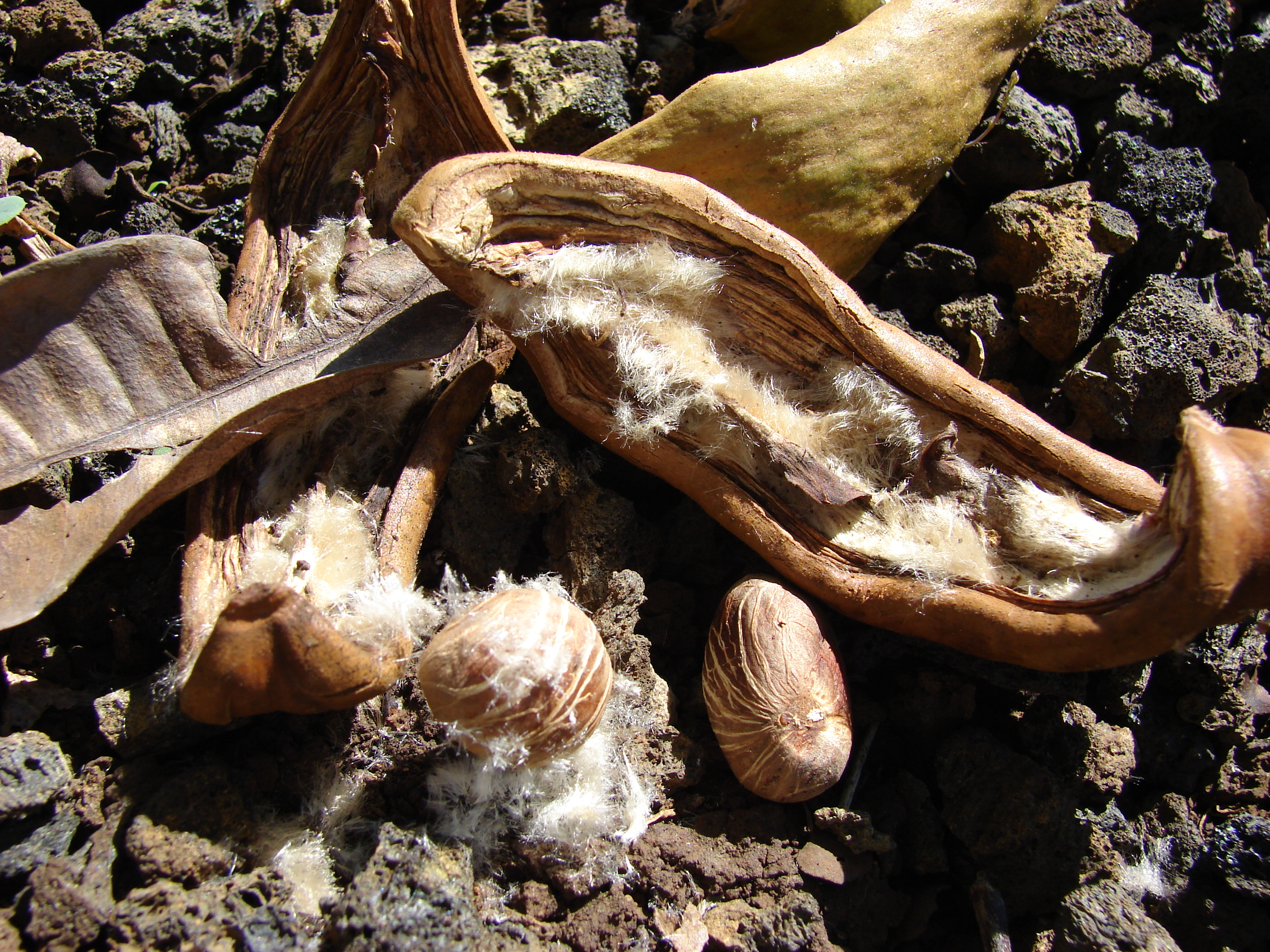
Graines.

La principale utilisation de cette espèce est comme plante ornementale mais l'arbre est cultivé également pour sa noisette comestible se développant dans une sorte de très grande nacelle en bois. Les noisettes sont d'un brun clair parcouru par des bandes blanches. Leur goût ressemble à celui des cacahuètes, et peuvent être consommées crues, cuisinées ou moulues en farine pour fabriquer du pain. Les feuilles et les fleurs sont également comestibles.
Toutefois, la présence de cyclopropénoïdes dans les graines laisse suggérer que ces dernières ne sont pas dénuées de toxicité pour l'Homme. Des études ont démontré que ces composés chimiques étaient cancérigènes, cytotoxiques, et avaient des effets toxiques sur certaines espèces animales; D'après ces dernières, les cyclopropénoïdes pourraient s'avérer dangereux: sur les 6 rats testés lors de l'étude, 5 sont morts après avoir consommé des graines. Le rat survivant a eu plusieurs organes (l'estomac, le foie, le pancréas, les reins, les poumons) enflés et une atrophie de la rate. Les effets sur l'Homme sont encore mal connus.

## Rôle culturel en Asie

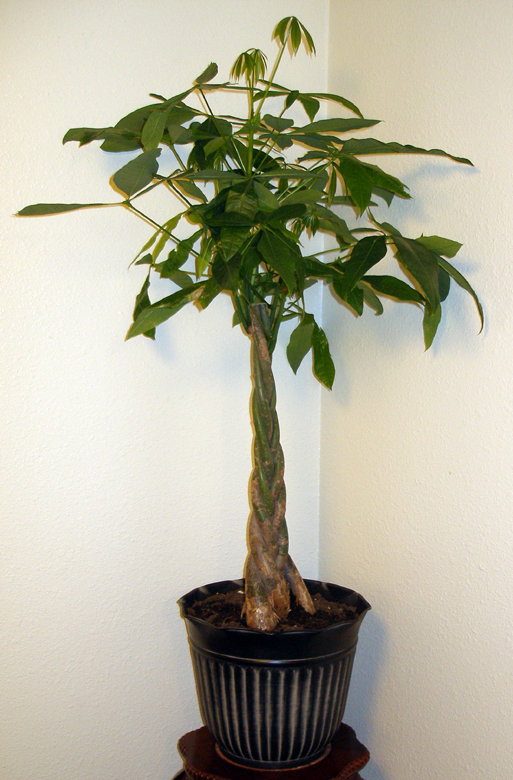
Les 5 folioles qui composent sa feuille et les 5 troncs que l'on tresse ensemble sont symboliquement associés à une bonne fortune financière en référence au wuxing ou "Cinq Phases" qui désignent le bois, le feu, la terre, le métal et l'eau dans la cosmologie chinoise traditionnelle.

En Asie du Sud Est, Pachira aquatica (chinois : 马拉巴栗; pinyin : Mǎlābā li; littéralement « châtaigne de Malabar ») est souvent appelé « l'arbre de l'argent » (发财树 fācái shu). La popularité de ces plantes ornementales sous la forme de 5 troncs tressés a décollé au Japon et plus tard dans une grande partie du reste de l'Asie orientale.
Pachira aquatica est généralement présent dans les boutiques et les entreprises, parfois avec des rubans rouges ou d'autres ornements de bon augure. Cet arbre joue un rôle important dans l'économie des exportations agricoles de Taiwan avec des exportations de 250 millions de dollars taïwanais en 2005.

## Synonymes
- Carolinea princeps L.f.
- Pachira grandiflora Tuss.
- Pachira macrocarpa (Cham. & Schldl.) Walp.
- Carolinea macrocarpa Cham. & Schldl.

## Galerie

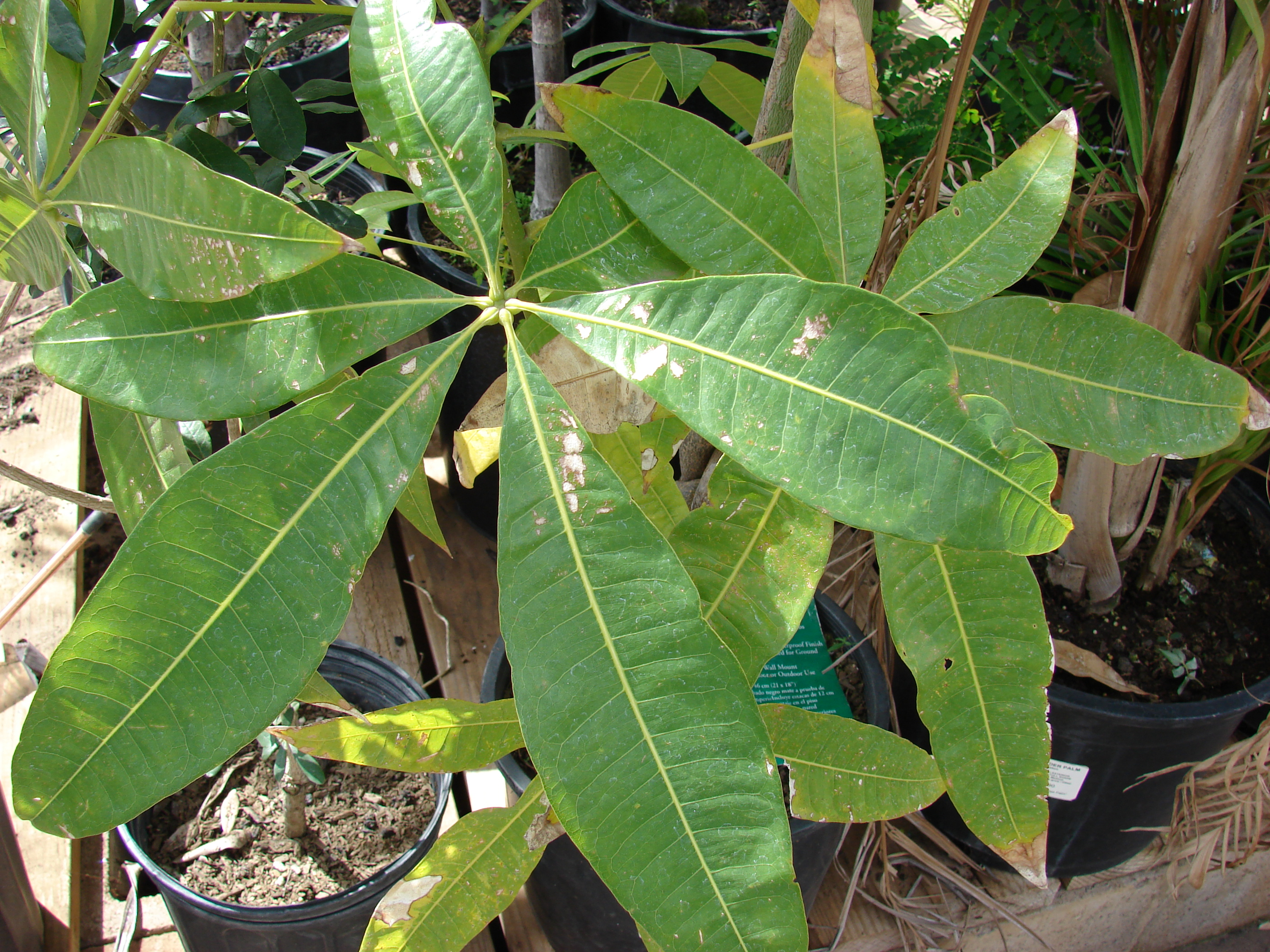
Feuille.
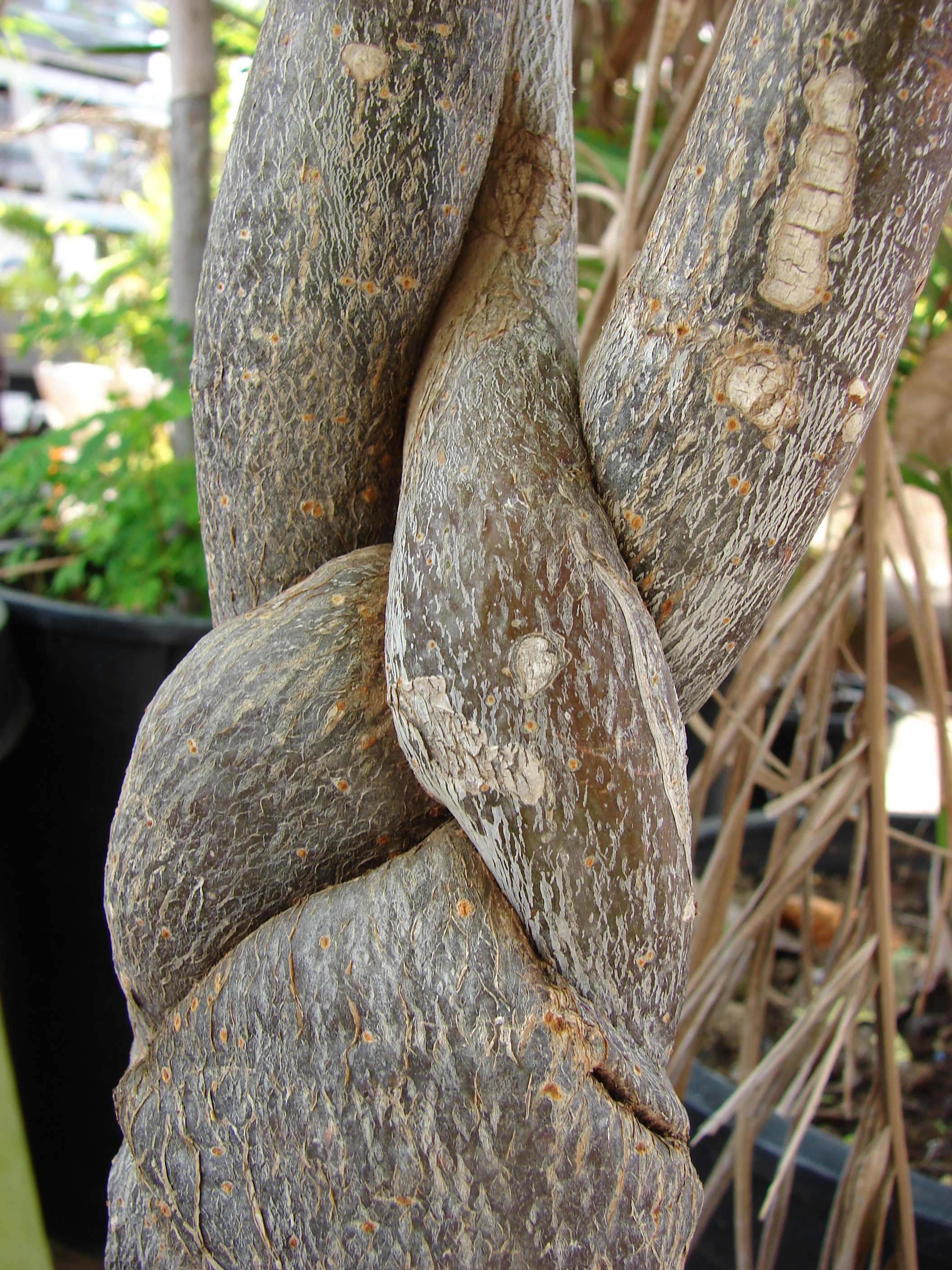
Écorce.